# خرمك (طبس مسينا)
خرمك (بالفارسية: خرمک) هي مستوطنة تقع في إيران في قسم طبس مسینا الريفي. يقدر عدد سكانها بـ 86 نسمة بحسب إحصاء 2016.